# Université nationale Sun Yat-sen
 (juin 2015).
Si vous disposez d'ouvrages ou d'articles de référence ou si vous connaissez des sites web de qualité traitant du thème abordé ici, merci de compléter l'article en donnant les références utiles à sa vérifiabilité et en les liant à la section « Notes et références ».
L’université nationale Sun Yat-sen (NSYSU) (en chinois simplifié : 国立中山大学 ; chinois traditionnel : 國立中山大學 ; pinyin : Guólì Zhōngshān Dàxué) est une université publique.
NSYSU est la première université globale du sud de Taiwan et l'une des six premières universités de recherche du pays,. Elle se classe parmi les meilleurs collèges maritimes et écoles de commerce d'Asie de l'Est,,.

## Histoire et culture
NSYSU est située dans la ville de Kaohsiung, la plus grande ville portuaire de Taïwan. Basé sur le style académique qui met l'accent sur l'océan et le commerce, il est non seulement le berceau du premier collège des sciences maritimes de Taïwan, mais il est également unique en ce qu'il accueille des activités de sports nautiques directement sur le campus. Les exigences d'obtention du diplôme de NSYSU pour ses étudiants incluent une démonstration de capacité de natation. NSYSU a également une relation régulière de compétition de planche à voile avec la prestigieuse université d'Osaka au Japon. En outre, NSYSU a une relation d'école sœur spéciale avec l'université de Californie à San Diego (UCSD) aux États-Unis, une université de recherche avec un style académique similaire, et qui est également située près d'une côte. NSYSU & UCSD Joint Symposium a lieu à Kaohsiung et La Jolla alternativement chaque année depuis 2015,.
L'American Institute in Taiwan (AIT) a publié une déclaration officielle en juin 2021 :

« ... l'université (NSYSU) pour être l'une des principales institutions d'enseignement supérieur de Taïwan et l'un des partenaires les plus fidèles de l'AIT dans la promotion de la relation américano-taïwanaise. »

## Collèges
L'université comprend 8 facultés (d'Arts Liberaux, de science, d'ingénierie, de management, de sciences maritimes, de sciences sociales, de médecine, et le SiWan College), 2 collèges nationaux des domaines clés (Recherche avancée sur les semi-conducteurs, Recherche financière internationale), 20 départements, 37 parcours de Master et 27 parcours de Doctorat. Elle rassemble 9500 étudiants et 450 professeurs. 

## Campus
Situé à côté du port de Kaohsiung et d'une base militaire, le campus du NSYSU est entouré de trois côtés par la montagne et fait également face aux eaux libres du détroit de Taiwan, ce qui en fait le meilleur campus universitaire pour l'attraction à Taiwan.
Il comporte des cafés, des restaurants universitaires, les dortoirs ainsi que de nombreux terrains de sports (volley, badminton, basketball...), des gymnases, salles de sport, une piscine. La plage y est prisée pour les photos, notamment de mariage. 

## Enseignement et recherche
En 2007, NSYSU est classée au 455e rang du classement international des universités, selon le Times Higher Education Supplement (THES). 
Le corps professoral du NSYSU entretient des liens étroits avec les représentants de l'industrie et du gouvernement, dont beaucoup servent également de bureaucrates d'élite et de conseillers d'ONG. Les diplômés universitaires comprennent un président du Yuan législatif, un maire de Kaohsiung et un nombre important de PDG des 500 plus grandes entreprises du monde.
Le premier étudiant chinois et burkinabé à Taiwan à recevoir un doctorat est diplômé de l'Institut d'études sur la Chine et l'Asie-Pacifique du NSYSU,.